# Kabinett Nyusi II

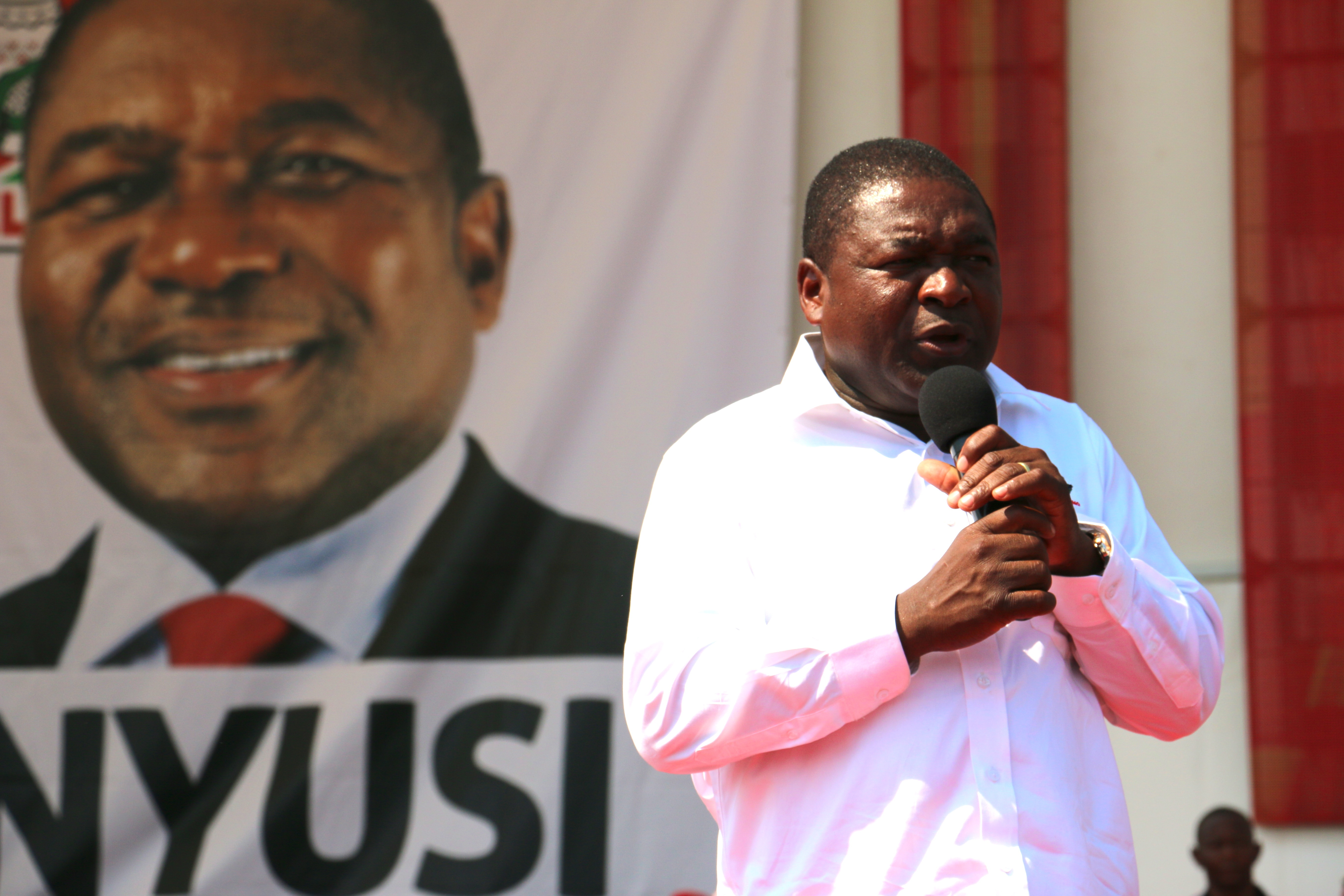
Filipe Nyusi

Als Kabinett Nyusi II wird das Ministerkabinett des vierten Staatspräsidenten Mosambiks, Filipe Nyusi, bezeichnet. Nach der erfolgreichen Wiederwahl von Filipe Nyusi am 15. Oktober 2019 wurde dieser vor dem Verfassungsrat (Conselho Constitucional) vereidigt. Nyusi ernannte sein am Kabinett am 17. Januar 2020.

## Zusammensetzung
| Amt                                                               | Name                             | Partei  |
| ----------------------------------------------------------------- | -------------------------------- | ------- |
| Staatspräsident                                                   | Filipe Nyusi                     | FRELIMO |
| Premierminister                                                   | Adriano Maleiane                 | FRELIMO |
| Präsidialamtsminister                                             | Constantino Alberto Bacela       | FRELIMO |
| Ministerium für auswärtige Angelegenheiten und Zusammenarbeit     | Verónica Macamo                  | FRELIMO |
| Ministerium für nationale Verteidigung                            | Cristóvão Artur Chume            | FRELIMO |
| Ministerium für Inneres                                           | Arsénia Massingue                | FRELIMO |
| Ministerium für Wirtschaft und Finanzen                           | Ernesto Max Elias Tonela         | FRELIMO |
| Ministerium für Verkehr und Kommunikation                         | Mateus Magala                    | FRELIMO |
| Ministerium für Bildung und menschliche Entwicklung               | Carmelita Namashulua             | FRELIMO |
| Ministerium für Kultur und Tourismus                              | Eldevina Materula                | FRELIMO |
| Ministerium für Landwirtschaft und ländliche Entwicklung          | Celso Ismael Correia             | FRELIMO |
| Ministerium für Arbeit, Beschäftigung und Sozialversicherung      | Margarida Adamugy Talapa         | FRELIMO |
| Ministerium für Geschlechter, Kinder, Soziales                    | Nyeleti Brooke Mondlane          | FRELIMO |
| Ministerium für Land und Umwelt                                   | Ivete Maibase                    | FRELIMO |
| Ministerium für Verwaltung und öffentlichen Dienst                | Ana Comoana                      | FRELIMO |
| Ministerium für Meer, Binnengewässer und Fischerei                | Lídia de Fátima da Graça Cardoso | FRELIMO |
| Ministerium für öffentliche Bauten, Wohnen und Gewässer           | Carlos Alberto Fortes Mesquita   | FRELIMO |
| Ministerium für Bodenschätze und Energie                          | Carlos Joaquim Zacarias          | FRELIMO |
| Ministerium für Industrie und Handel                              | Silvino Augusto José Moreno      | FRELIMO |
| Ministerium für Justiz, Verfassungs- und Religionsangelegenheiten | Helena Mateus Kida               | FRELIMO |
| Ministerium für Veteranenangelegenheiten                          | Josefina Mpelo                   | FRELIMO |
| Ministerium für Wissenschaft, Technologie, Hochschulbildung       | Daniel Daniel Nivagara           | FRELIMO |